# Chiaramonti (Italia)
Chiaramonti (Tzaramonte in sardo, Chjaramònti in gallurese),  è un comune italiano di 1 496 abitanti della città metropolitana di Sassari in Sardegna. Si trova nella regione storica dell'Anglona.

## Storia

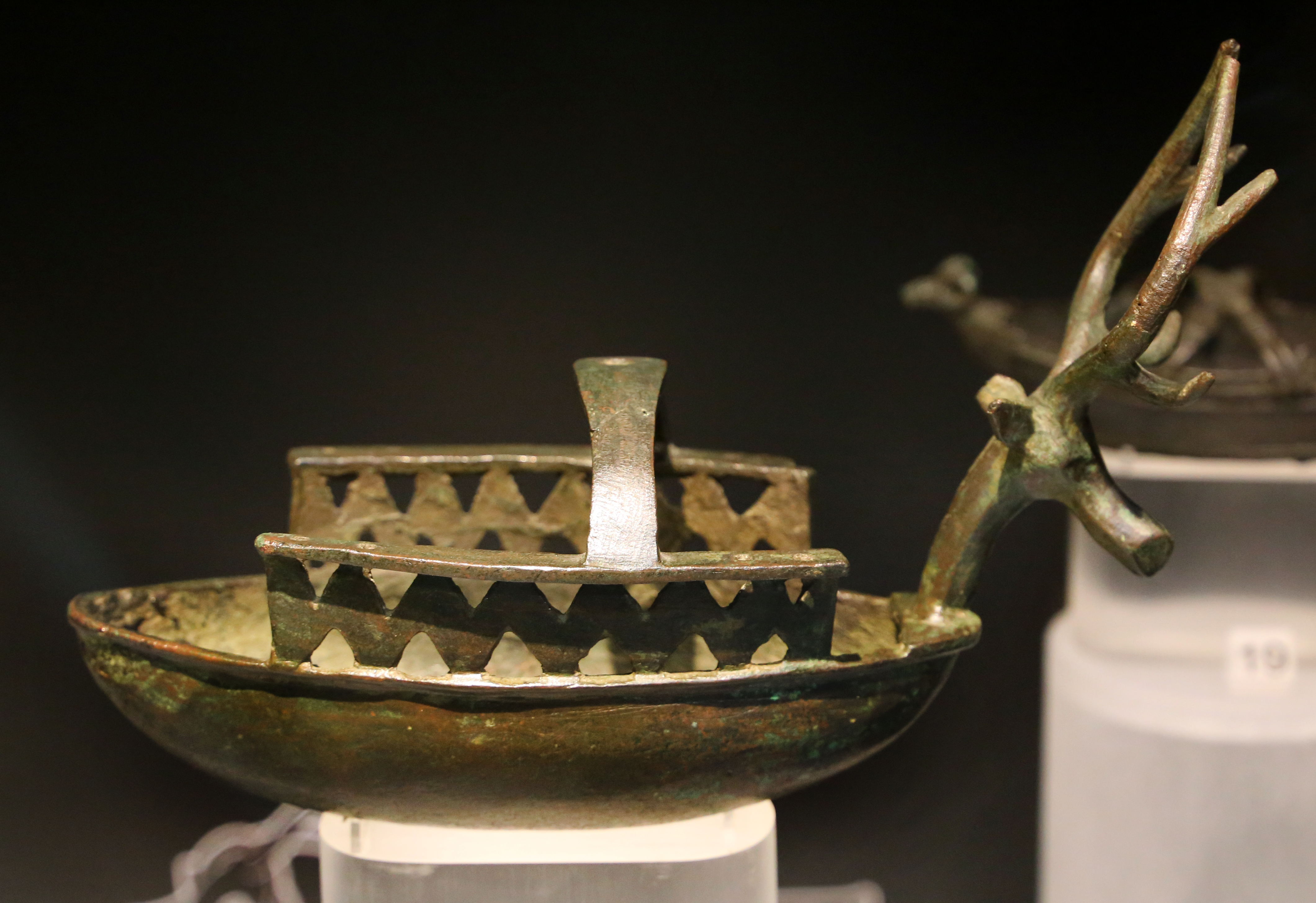
Navicella nuragica

Il territorio di Chiaramonti è abitato dall'uomo sin dall'epoca prenuragica, nuragica e romana.
Nel medioevo fece parte del giudicato di Torres, inserito nella curatoria dell'Anglona. Alla caduta del giudicato (1259) passò ai Doria, che vi edificarono un castello dal quale furono cacciati nel 1348 dall'esercito aragonese guidato da Rambaldo di Corbera; due anni dopo però il paese, insieme ad altri centri dell'Anglona, venne confermato dal re di Aragona agli stessi Doria. Successivamente (1357) venne preso in possesso da Brancaleone Doria, marito di Eleonora d'Arborea, venendo così a far parte del Giudicato di Arborea insieme ad altri territori. Nel 1448 passò definitivamente agli aragonesi in seguito alla sconfitta di Nicolò Doria, e divenne un feudo. Nel XVIII secolo venne incorporato nel principato di Anglona concesso ai Pimentel; da essi passò poi ai Tellez-Giron, ai quali fu riscattato nel 1839 con la soppressione del sistema feudale.

### Simboli
Lo stemma comunale, concesso con decreto del presidente della Repubblica del 31 agosto 1973, raffigura, in campo azzurro, un castello di rosso, merlato alla guelfa, sovrapposto a due spade d'argento, passate in decusse, con le punte rivolte in alto.
Il gonfalone è un drappo partito di bianco e di azzurro.

## Monumenti e luoghi d'interesse

### Architetture religiose

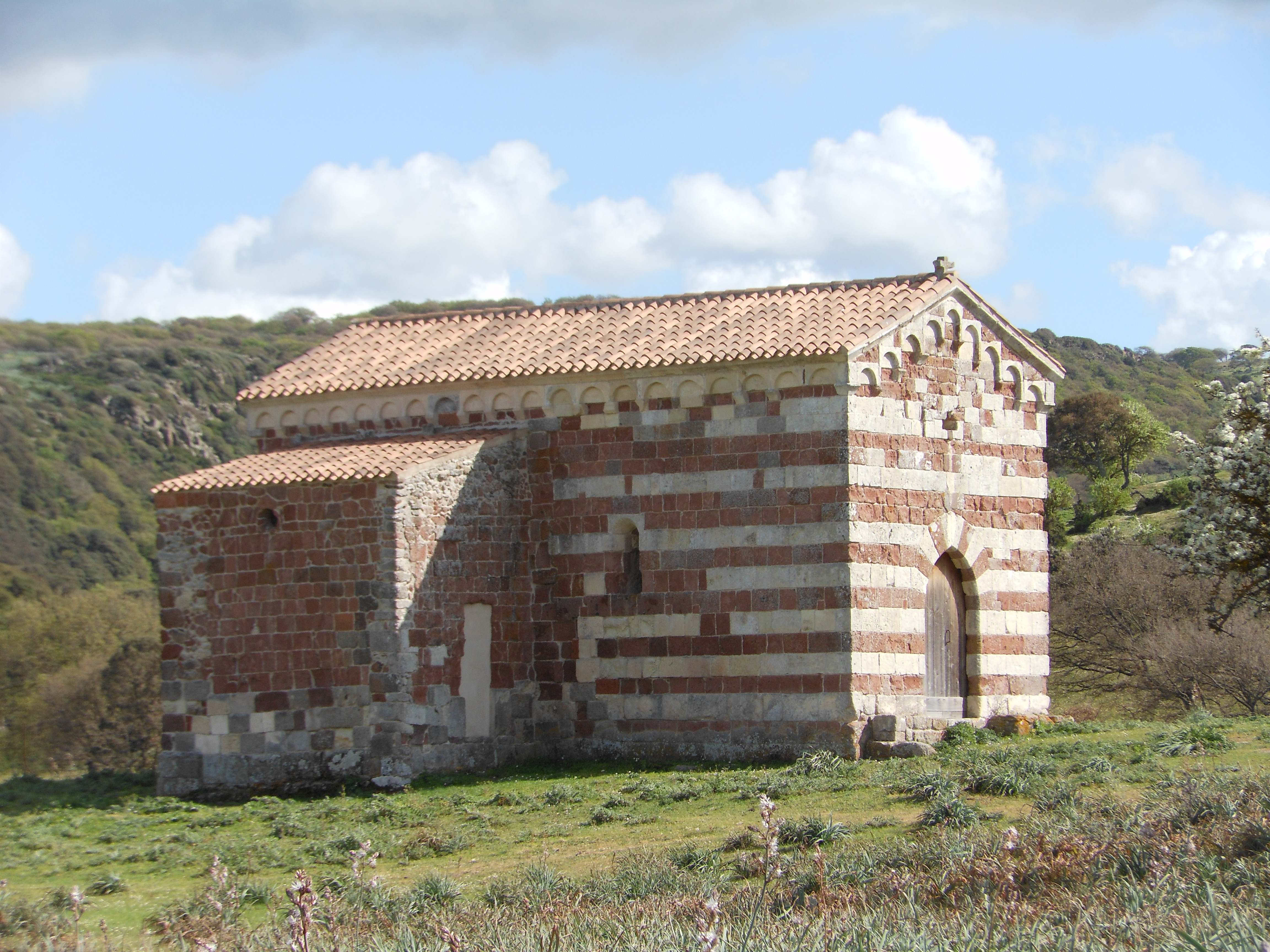
Chiesa di Santa Maria Maddalena

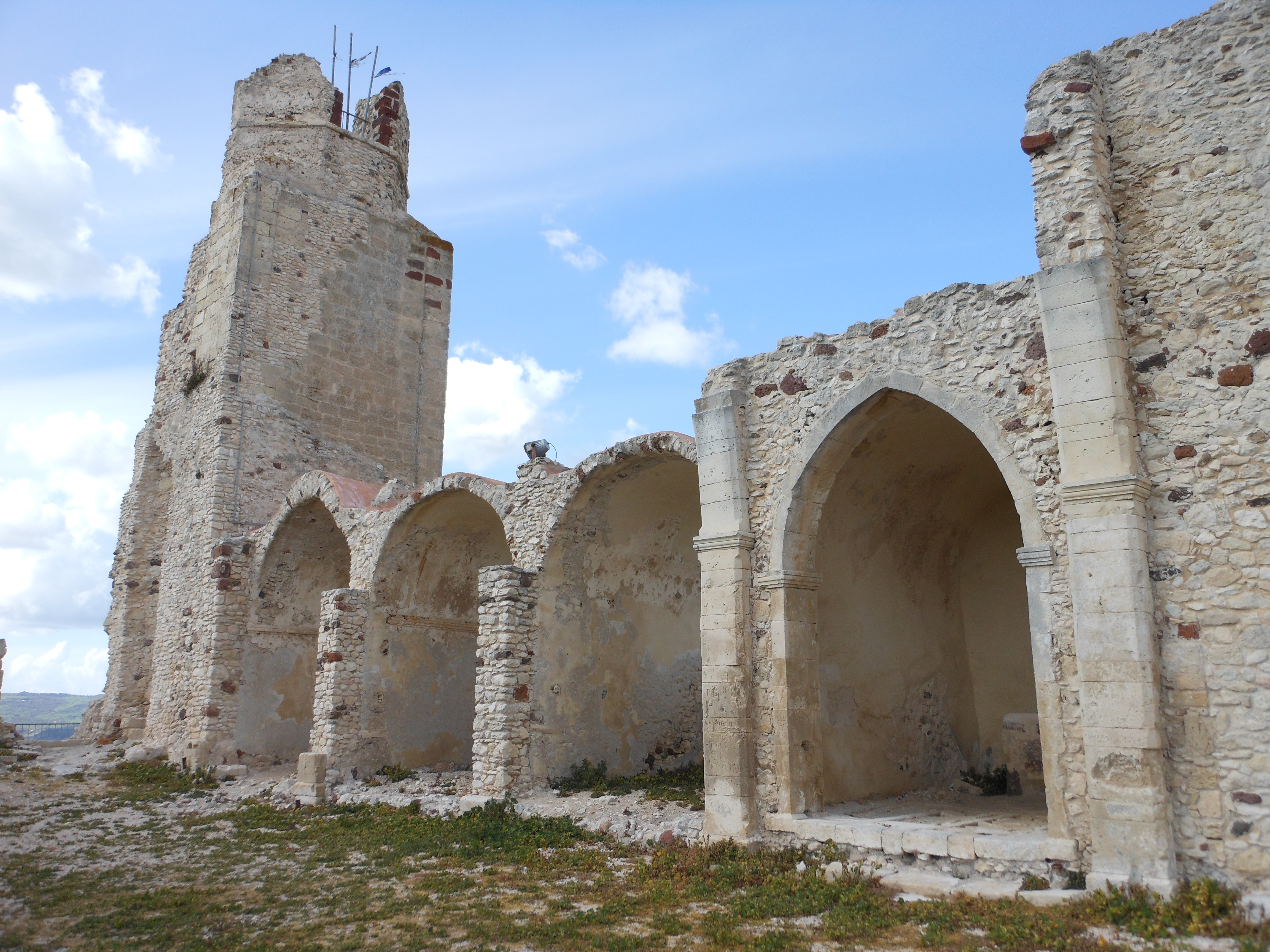
Castello dei Doria

- Chiesa di Santa Giusta
- Chiesa di Santa Maria Maddalena
- Chiesa parrocchiale di San Matteo
- Chiesa del Carmelo
- Chiesa del Rosario

### Architetture militari
- Castello dei Doria In origine, costituito da una torre a pianta quadrata con un muro di cinta, contenente un fabbricato per le milizie. Attualmente resta la sagoma della torre, tutto il resto è stato modificato in una chiesa in epoca aragonese.

### Siti archeologici
- Necropoli di Su Murrone
- oltre 100 Nuraghi (quelli censiti).
- Nuraghe monotorre Ruiu.
- La fortezza nuragica di punta 'e S'Arroccu o Elighia. muraglia megalitica riferibile alla cultura di Monte Claro.
- Muraglia di Punta Corrales, muraglia megalitica riferibile anch’essa alla cultura di Monte Claro
- Domus de janas Peruchi

## Società

### Evoluzione demografica
Abitanti censiti

### Lingue e dialetti
La variante del sardo parlata a Chiaramonti è quella logudorese settentrionale.

## Economia

### Artigianato
Tra le attività più tradizionali e rinomate vi sono quelle artigianali, che si distinguono per l'arte della tessitura, finalizzata alla produzione di tappeti, realizzati con telai orizzontali e caratterizzati per la varietà dei colori e per i temi geometrici.

## Amministrazione
| Periodo          | Periodo          | Primo cittadino                     | Partito                              | Carica  | Note   |
| ---------------- | ---------------- | ----------------------------------- | ------------------------------------ | ------- | ------ |
| 21 novembre 1993 | 16 novembre 1997 | Fernando Diana                      | Mista di sinistra                    | Sindaco | [ 8 ]  |
| 16 novembre 1997 | 26 maggio 2002   | Ezio Antonio Maria Vincenzo Schintu | lista civica                         | Sindaco | [ 9 ]  |
| 26 maggio 2002   | 27 maggio 2007   | Ezio Antonio Maria Vincenzo Schintu | lista civica                         | Sindaco | [ 10 ] |
| 27 maggio 2007   | 10 giugno 2012   | Giancarlo Gavino Cossu              | lista civica                         | Sindaco | [ 11 ] |
| 10 giugno 2012   | 13 giugno 2017   | Marco Pischedda                     | lista civica "Insieme per Rinascere" | Sindaco | [ 12 ] |
| 13 giugno 2017   | 10 giugno 2018   | Giovanni Maria Retanda              | Commissario regionale                | Sindaco | [ 13 ] |
| 10 giugno 2018   | 29 maggio 2023   | Alessandro Unali                    | lista civica "Uniti per il futuro"   | Sindaco | [ 14 ] |
| 29 maggio 2023   | in carica        | Luigi Pinna                         | lista civica "Progetto Chiaramonti"  | Sindaco | [ 15 ] |